# Sternbergia clusiana
Sternbergia clusiana — це вид квіткових рослин роду Осінник (Sternbergia) підродини Amaryllidoideae родини Амарилісові.

## Опис
Зеленувато-жовті квіти цієї рослини проростають в кінці осені (жовтень-листопад в їх природному середовищі існування). Вони є найбільшими квітами в своєму роді (Sternbergia), з пелюстками до 7 см (+). Сіро-зелені листя, які є 8-16 мм шириною, з'являються після квіток, взимку або ранньою весною.

## Поширення
Sternbergia clusiana зростає в Туреччині та Ірані і в місцевостях на південь до Палестини (тобто Ізраїль, палестинські території та Йорданія). Він росте в сухих кам'янистих ділянках, у тому числі на полях.

## Культивування
Sternbergia clusiana не можна вирощувати у холодних місцевостях. Їх рекомендують вирощувати у теплих країнах або у теплицях.

## Галерея

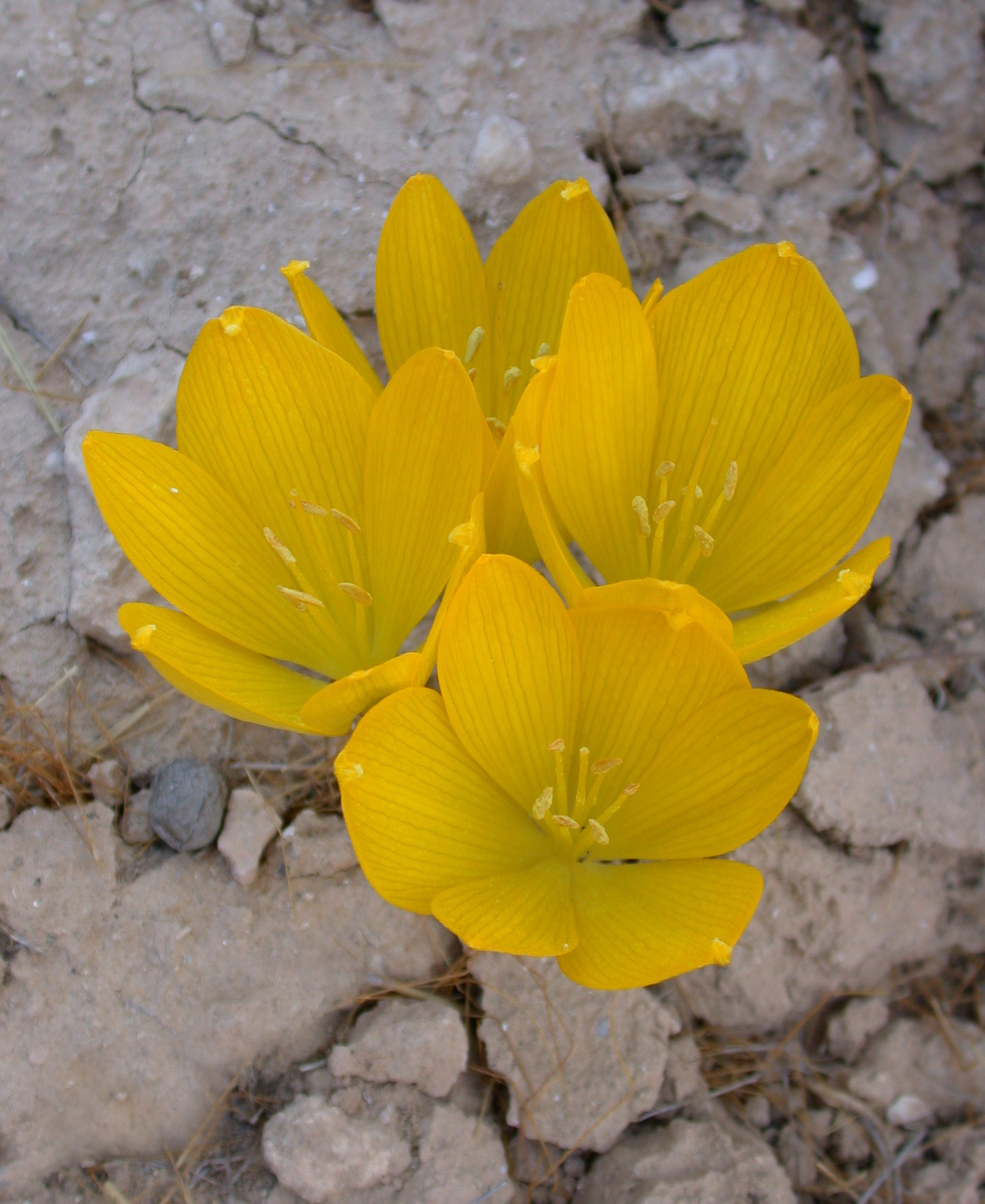
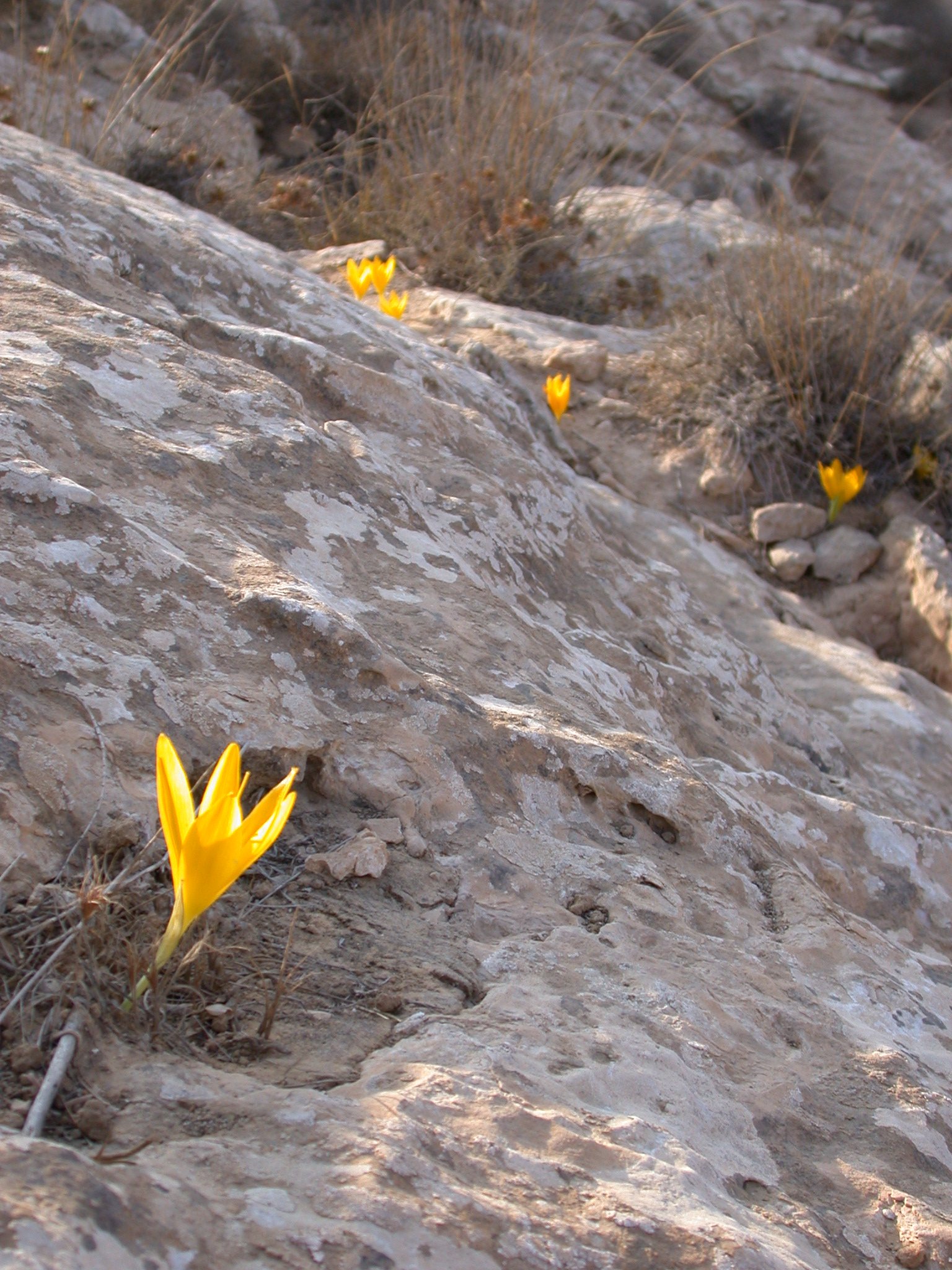
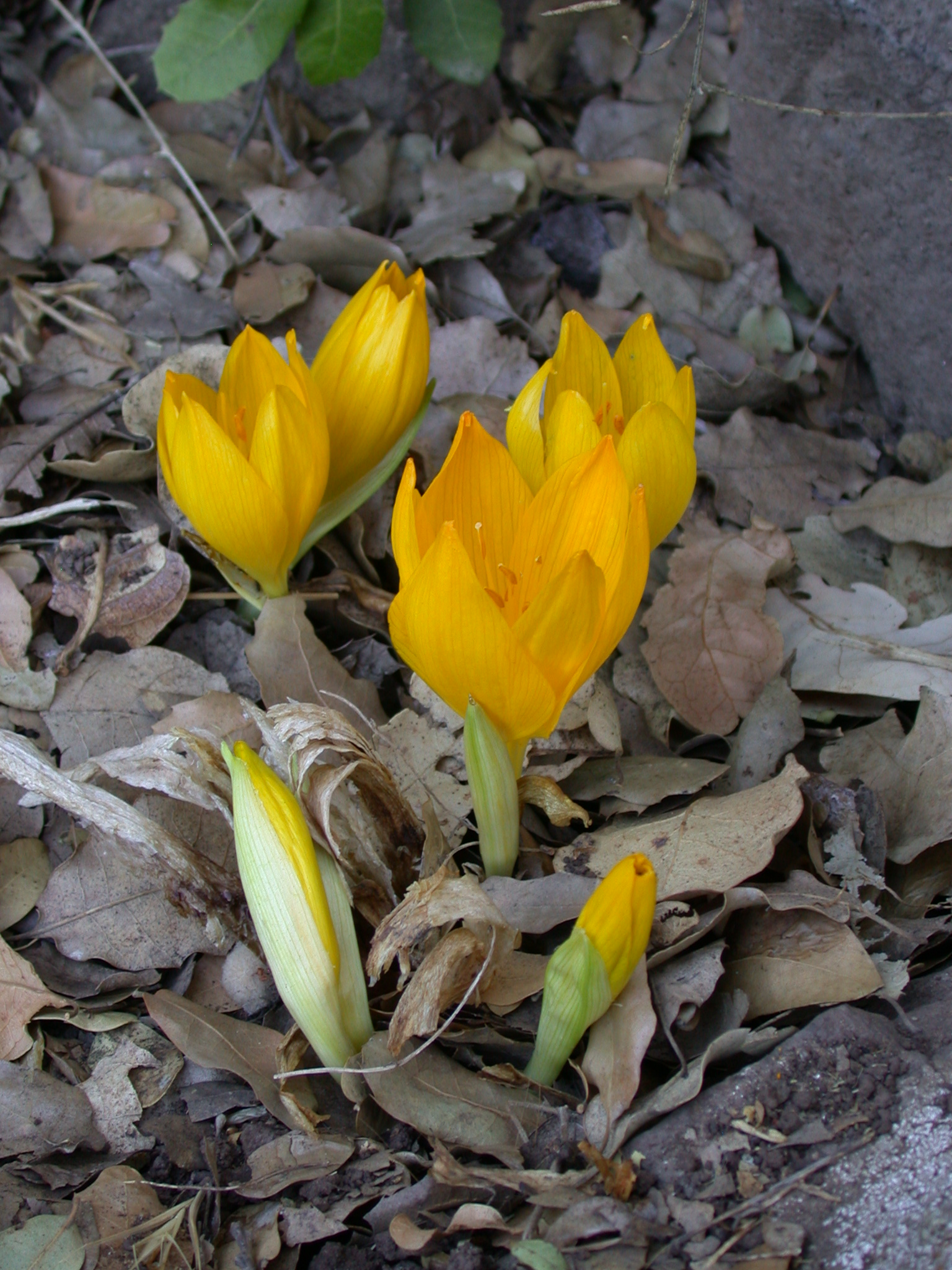
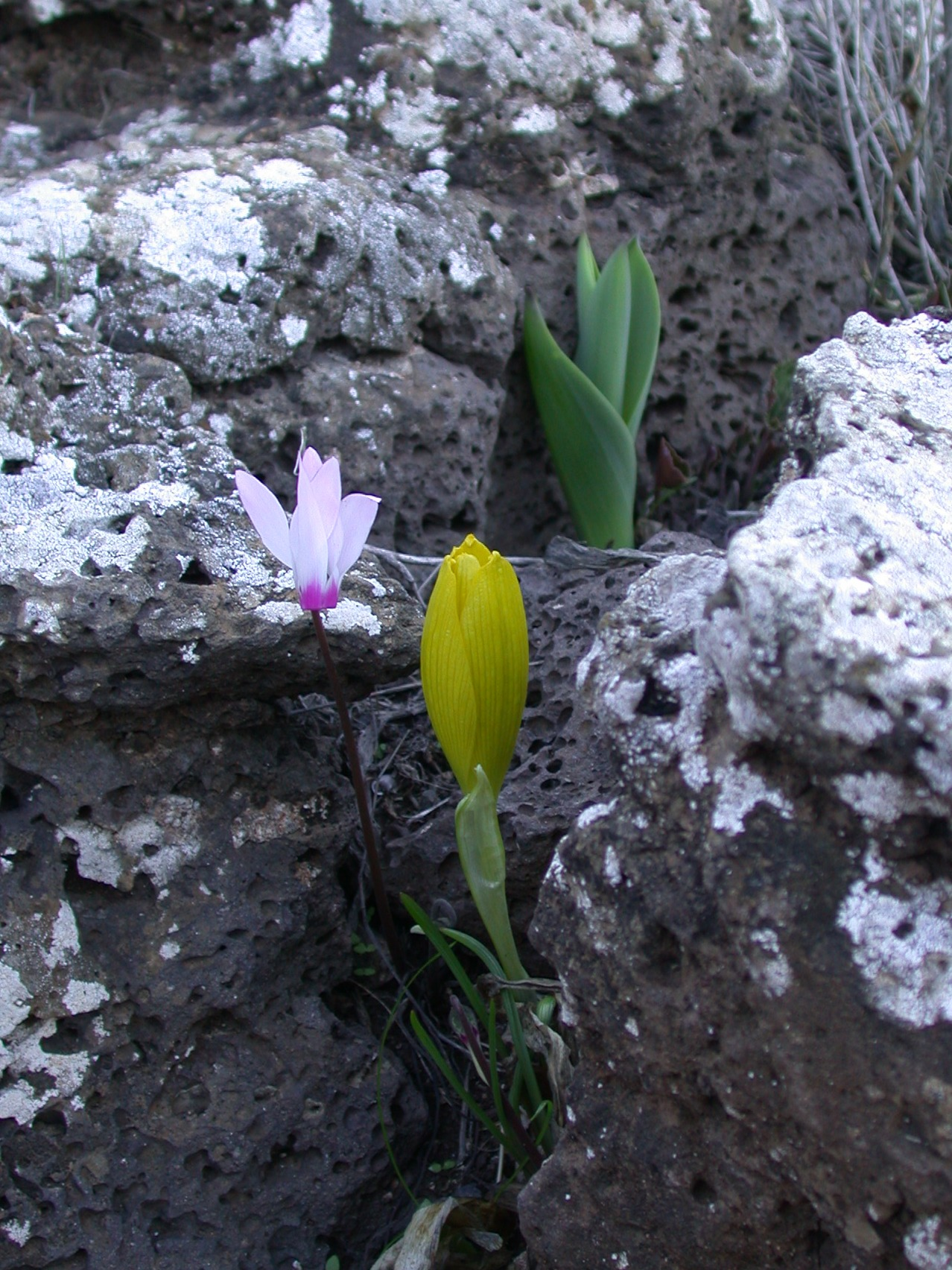
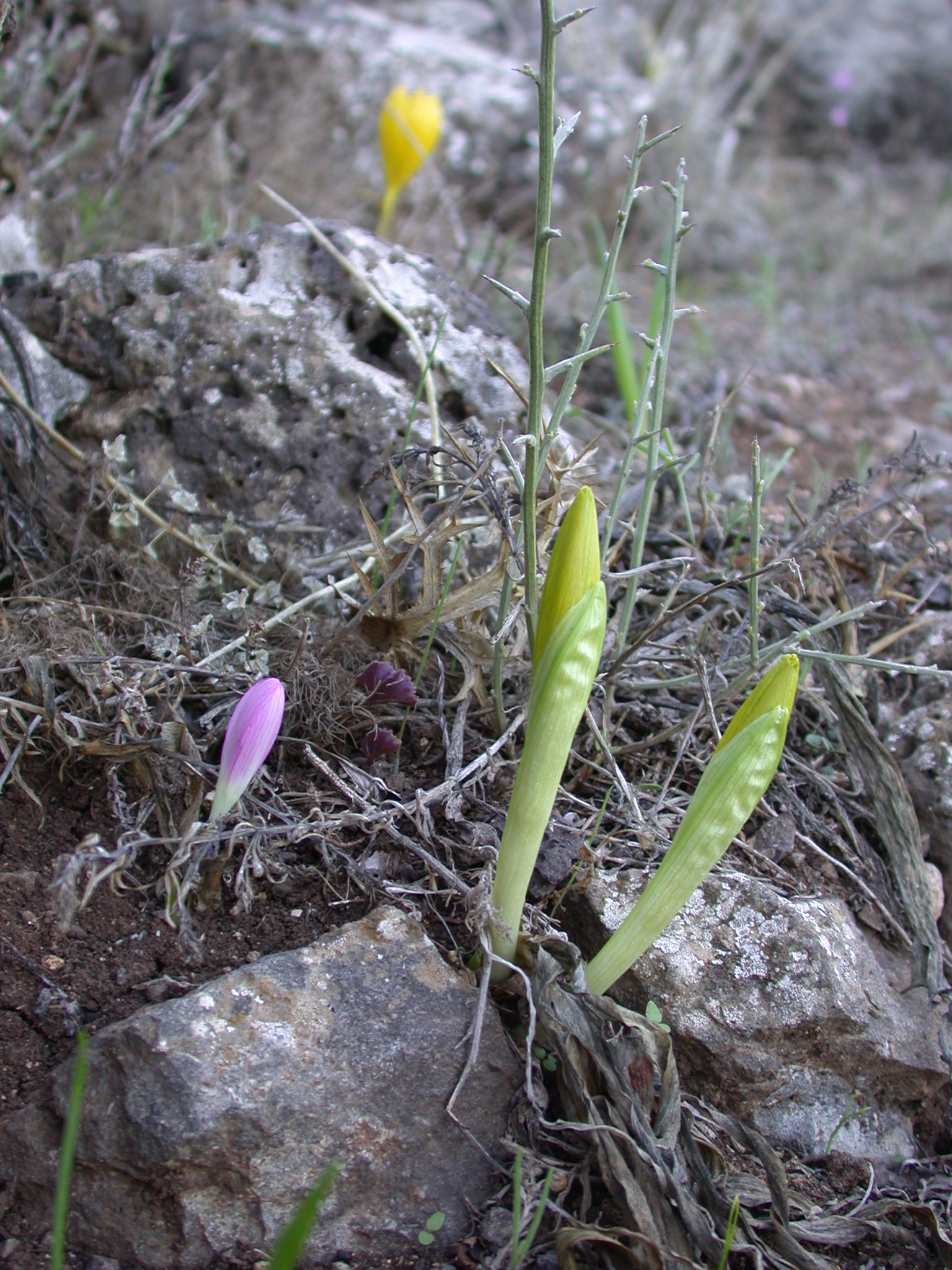
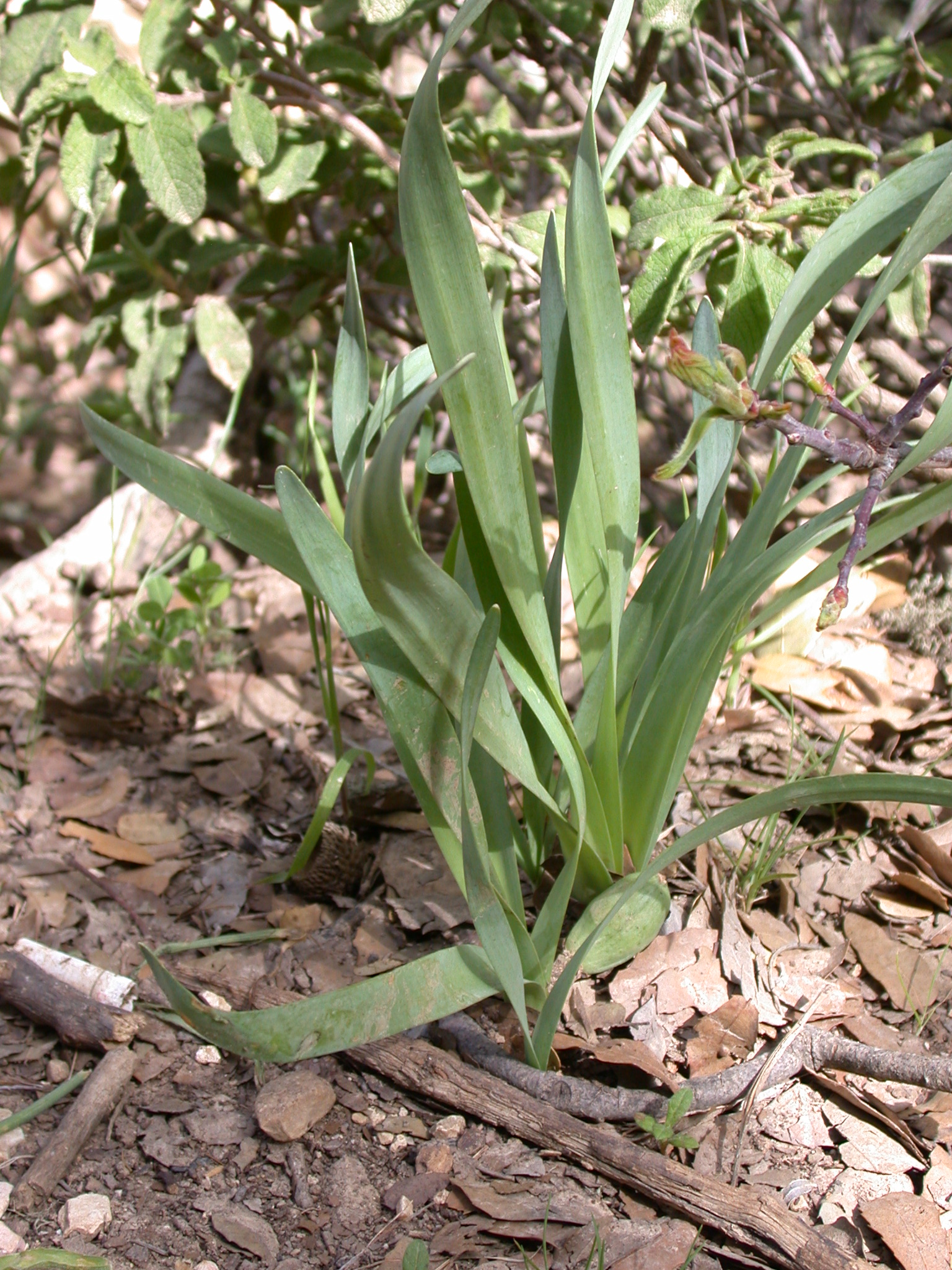
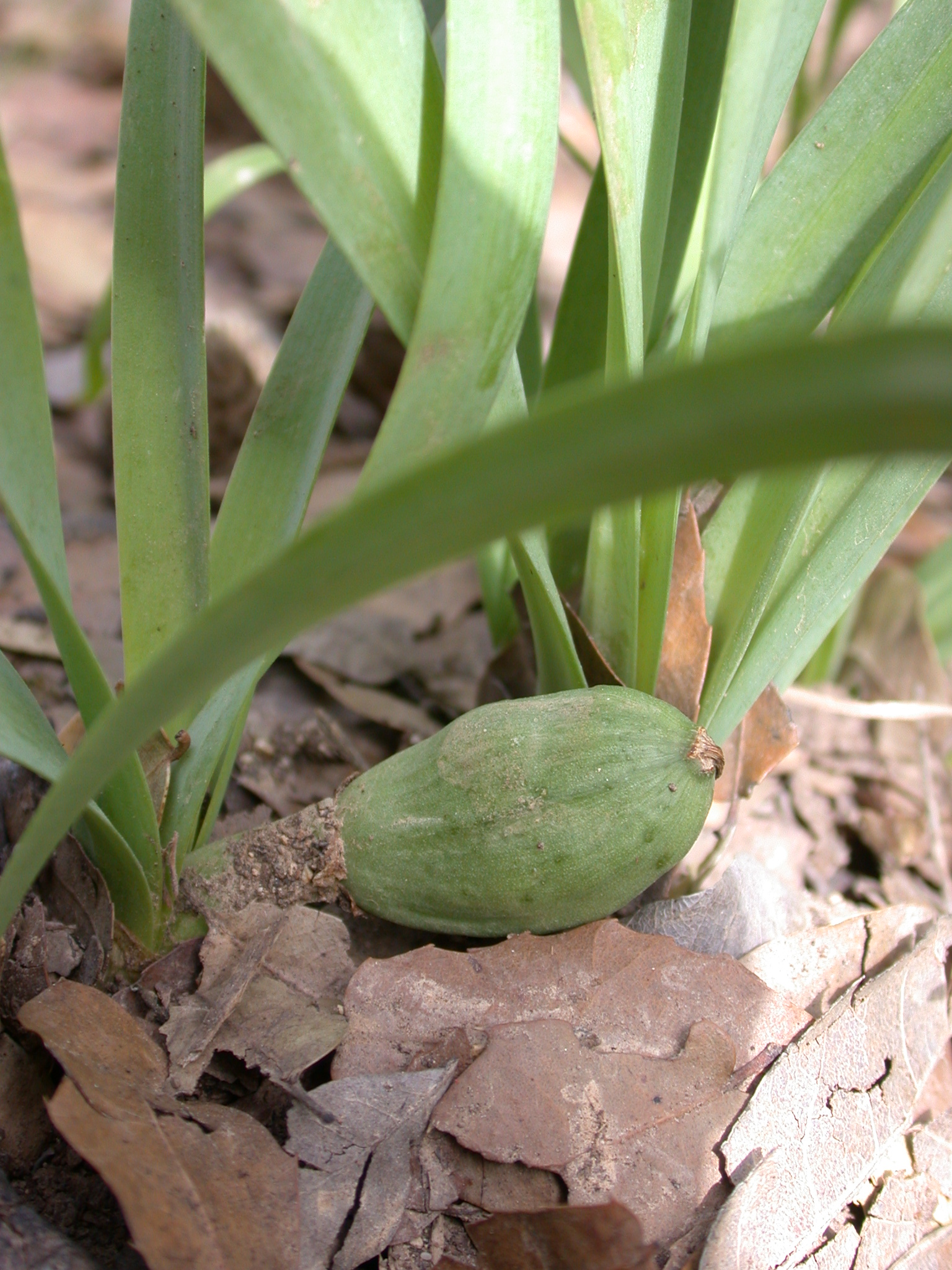
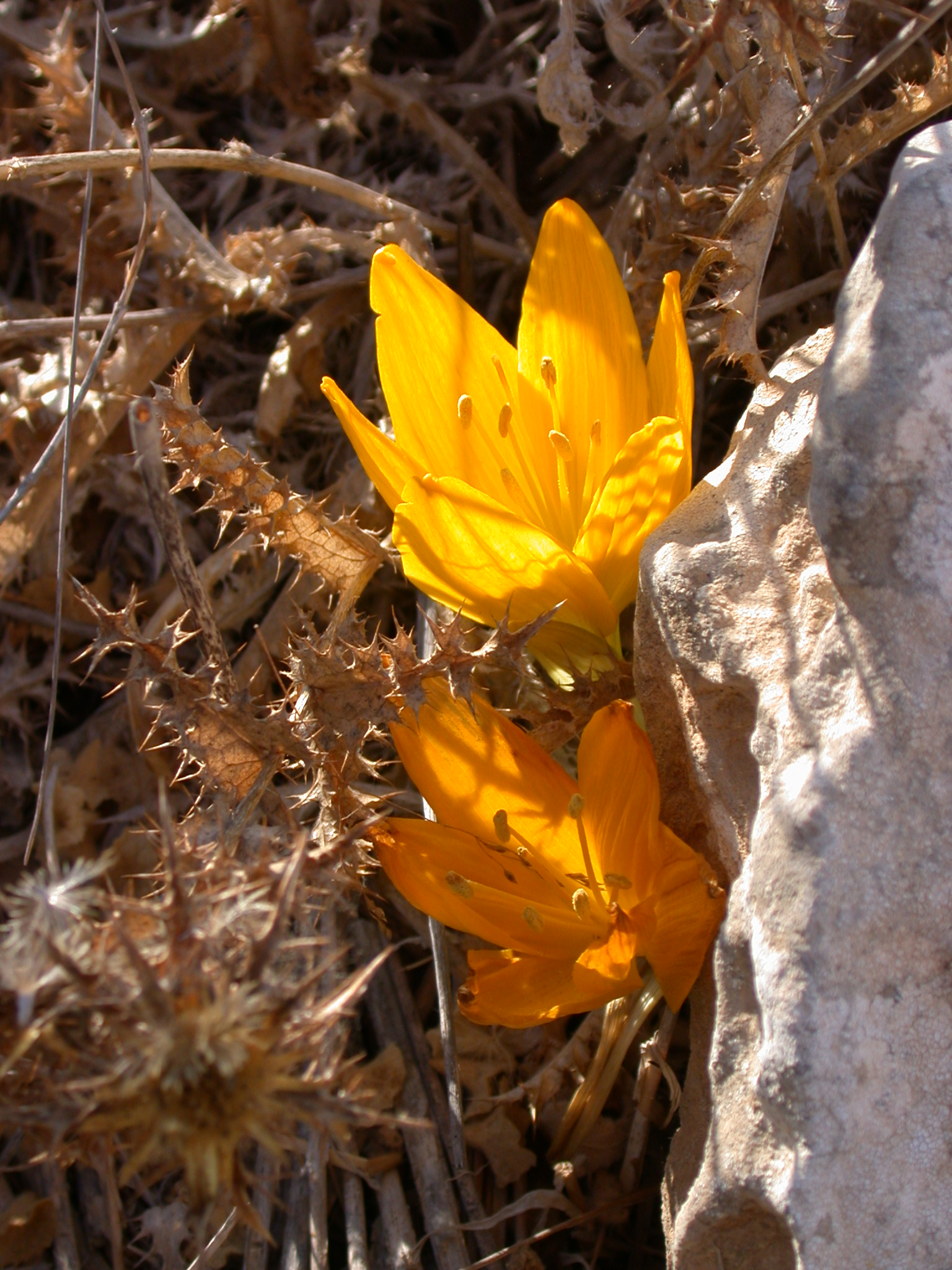
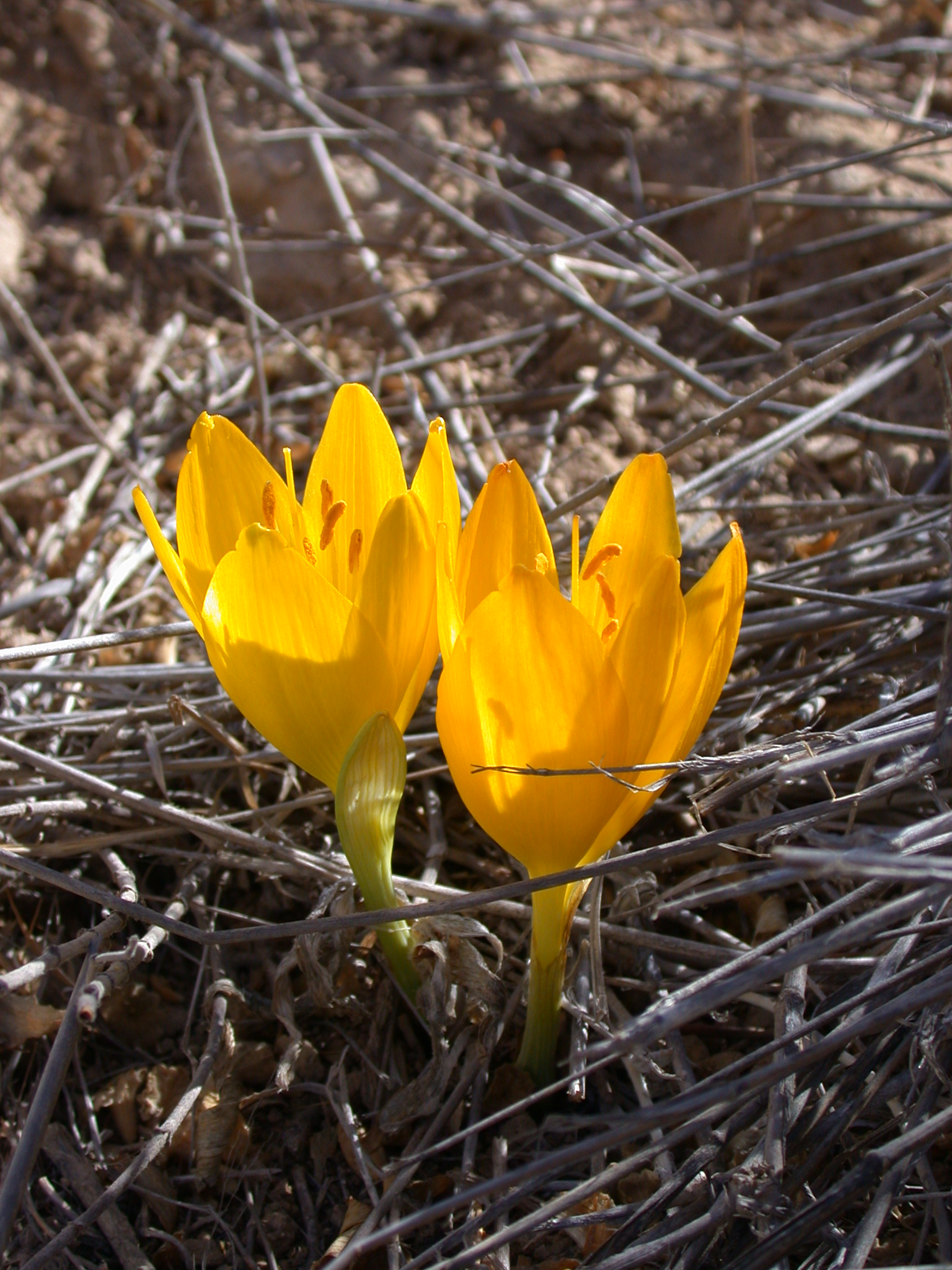

## Синоніми
- Homotypic:
  - Amaryllis clusiana Ker Gawl., J. Sci. Arts (London) 2: 346 (1817). Basionym
  - Oporanthus clusianus (Ker Gawl.) Herb., Appendix: 38 (1821).
- Heterotypic:
  - Oporanthus macranthus J.Gay, Hort. Franç. 1861: 252 (1861).
  - Sternbergia stipitata Boiss. et Hausskn. in P.E.Boissier, Fl. Orient. 5: 148 (1882).
  - Sternbergia macrantha (J.Gay) J.Gay ex Baker, Handb. Amaryll.: 29 (1888).
  - Sternbergia grandiflora Boiss. ex Baker, Bot. Mag. 122: t. 7459 (1896), pro syn.
  - Sternbergia latifolia Boiss. et Hausskn. ex Baker, Bot. Mag. 122: t. 7459 (1896).
  - Sternbergia sparffiordiana Dinsm., Repert. Spec. Nov. Regni Veg. 24: 302 (1928).